# Llano de Bureba
Llano de Bureba est une commune d'Espagne dans la communauté autonome de Castille-et-León, province de Burgos. Elle s'étend sur 15,189 km2 et comptait environ 69 habitants en 2011.